# Tormás (keresztnév)
A Tormás régi magyar személynév, a torma növénynévből származik, és valószínűleg azonos Árpád fejedelem Tarmacs dédunokája nevével.

## Gyakorisága
Az 1990-es években szórványos név, a 2000-es években nem szerepel a 100 leggyakoribb férfinév között.

## Névnapok
- március 26.[2]